# Macharioch Motte
Macharioch Motte ist eine abgegangene Turmhügelburg (Motte) in einem Feld der Macharioch Farm auf der Halbinsel Kintyre in der schottischen Council Area Argyll and Bute. Es ist nicht bekannt, wann die Burg erbaut wurde.

## Beschreibung
Es handelt sich um einen Mound, auf dem einst wohl eine hölzerne Motte stand. Der Mound hat die Form eines Kegelstumpfes und ist teilweise von einem Graben und einem äußeren Wall umgeben. Einst scheinen Graben und Wall den Mound im Osten, Süden und Westen umgeben zu haben, während ein steiler Hang auf der Nordseite die Burg schützte. Im Südosten ist der Graben durch einen 1,2 Meter breiten Damm unterbrochen, über den der Eingang zur Burg führte. Das Gipfelplateau des Mounds hat einen Durchmesser von 7,5 Metern. Der Höhenunterschied zwischen Gipfelplateau und Grabensohle beträgt 2,1 Meter; der Graben ist 1,8 Meter breit.